# Павловнія повстиста
Павловнія повстиста (Paulownia tomentosa) — листяне дерево родини Павловнієві, родом із центрального та західного Китаю. Це надзвичайно швидко зростаюче дерево з насінням, яке легко розповсюджується, і є стійким інвазивним видом у Північній Америці, де воно зазнало натуралізації на великих територіях східної частини США. P. tomentosa також був завезений до Західної та Центральної Європи, і там також утверджується як натуралізований вид.

## Опис

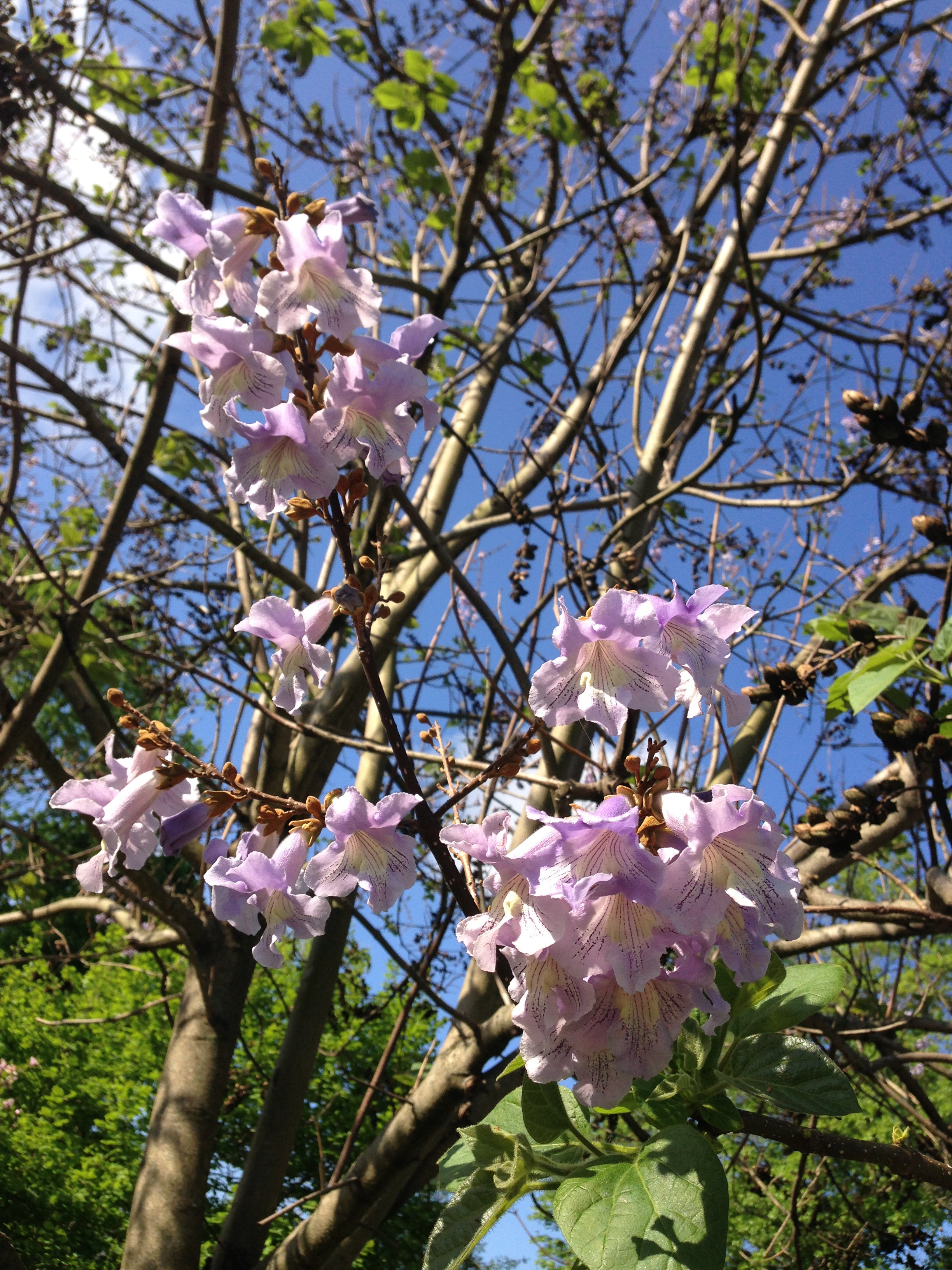
Квіти і молоде листя

Це дерево виростає 10-25 м високий, з великими серцеподібними п'ятилопатевими листками 15-40 см. На молодому порослі листки можуть бути набагато більшими, ніж у більш зрілих. Листя можна прийняти за листя катальпи.
Дуже запашні квіти, великі і фіолетово-блакитного кольору з'являються до розпускання листя ранньою весною, на волоті 10-30 см. Плід являє собою суху яйцеподібну коробочку 3-4 см, що містять численні крихітні насіння. Насіння крилаті і розносяться вітром і водою.
Paulownia tomentosa потребує повного сонця для росту. Він стійкий до забруднення і може переносити багато типів ґрунтів. Він також може вирости з невеликих тріщин в тротуарах і стінах. Павловнія може пережити лісові пожежі, тому що коріння можуть регенерувати нові, дуже швидко зростаючі стебла.

## Використання
Завдяки своїй живучості павловнія це рослина-піонер. Його багате азотом листя дає хороший корм, а коріння запобігає ерозії ґрунту. Згодом Павловнію змінюють більш високі дерева, які затінюють її і в тіні яких вона не може рости.
P. tomentosa було запропоновано як рослина для використання в проєктах уловлювання вуглецю, оскільки він здатний на C4-фоотосинтез. P. tomentosa демонструє ефективний фотосинтез, має великі листи, які легко поглинають забруднювачі, а також має цінну деревину та красиві квіти, додаючи інтересу до його використання.

## Японський символ

Символ канцелярії прем’єр-міністра Японії

P. tomentosa відома японською як kiri (яп. 桐), також відоме як «дерево принцеси». Павловнія є гербом-мон прем'єр-міністра, а також служить державною печаткою Японії, яка використовується кабінетом і урядом Японії (тоді як хризантема є імператорською печаткою Японії).  Це одна з мастей у картковій грі ханафуда, пов’язана з листопадом або груднем (у деяких регіонах порядок цих двох місяців змінюється на протилежний). 

## Галерея

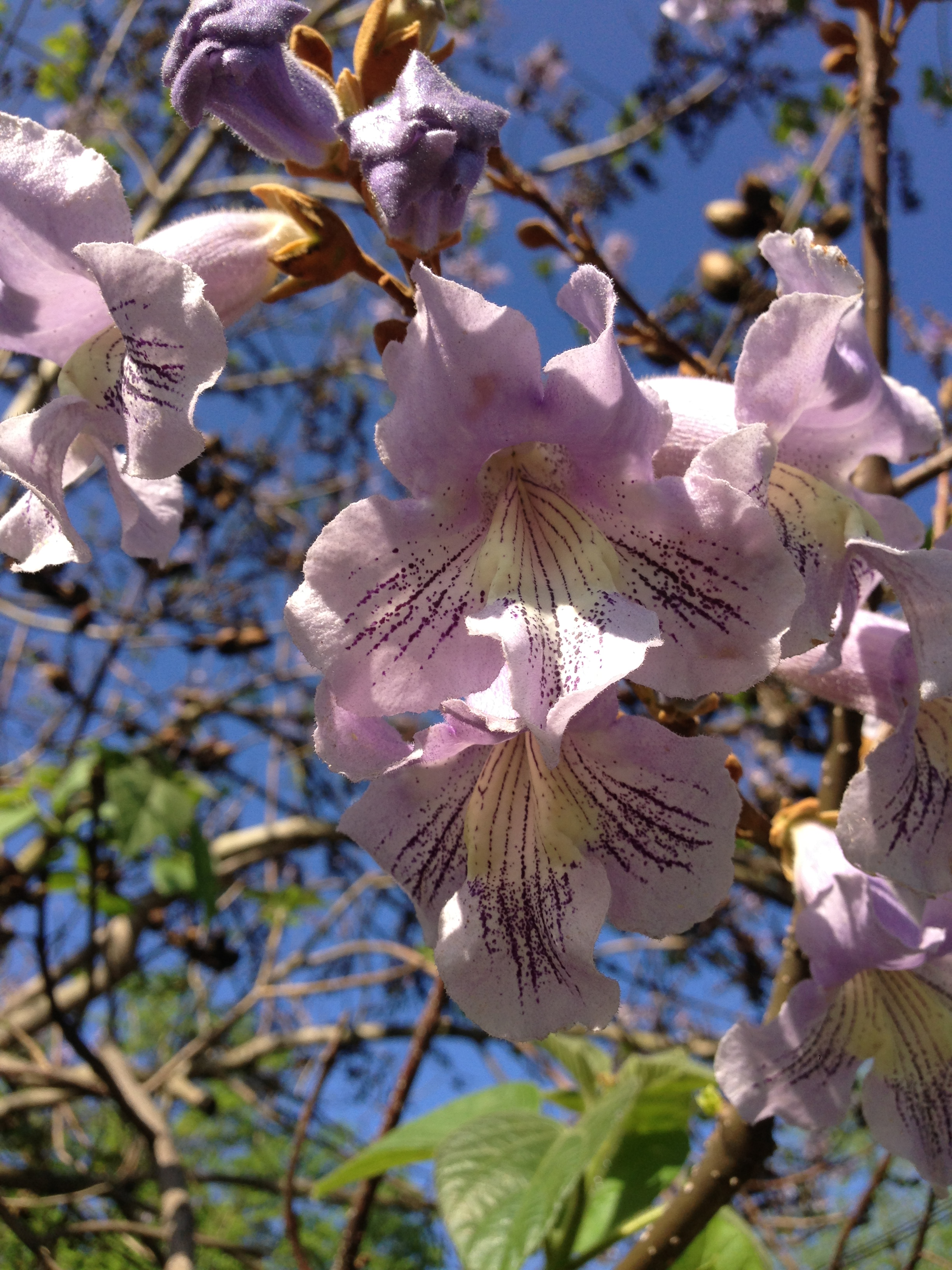
Квіти
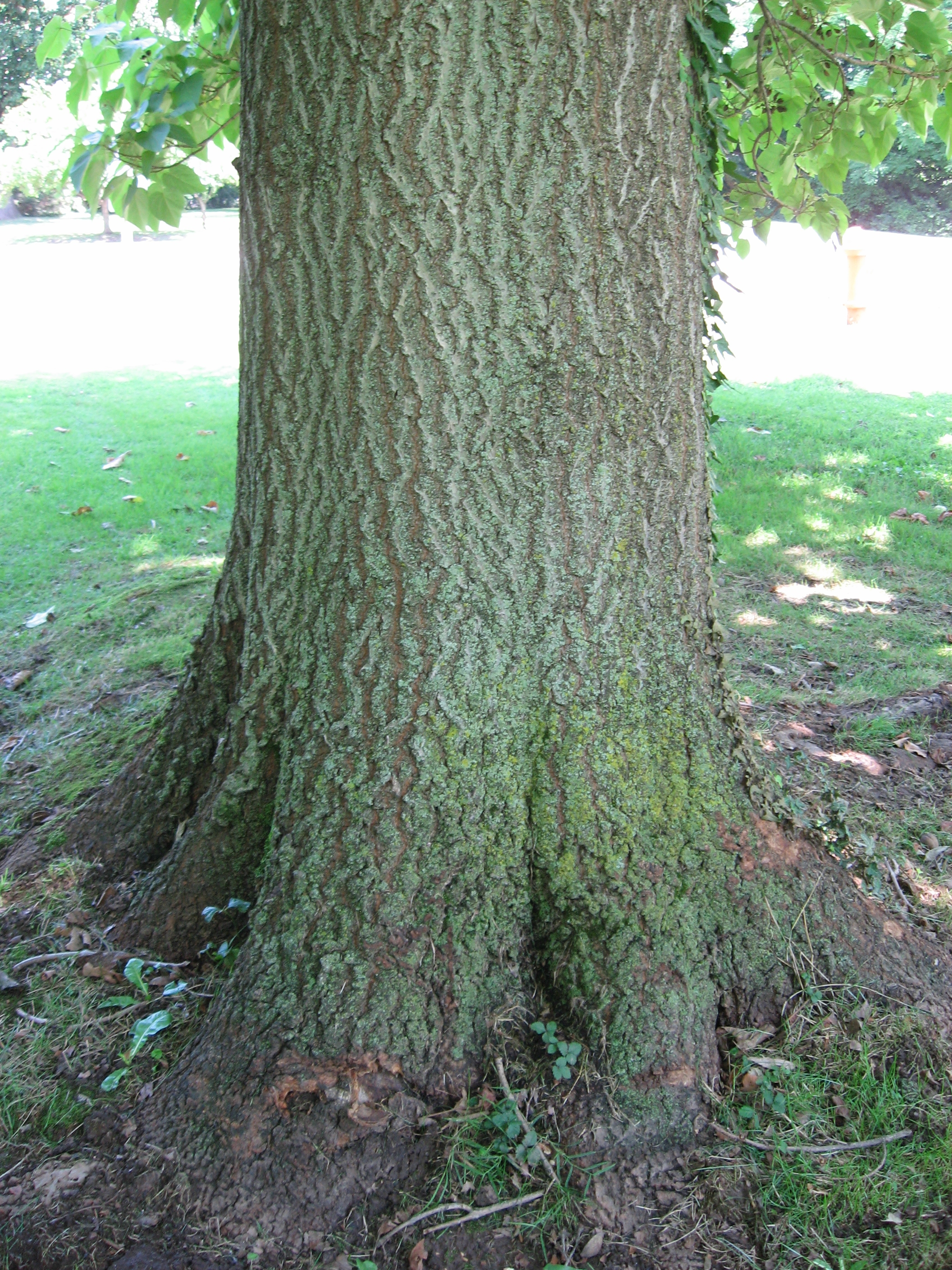
Стовбур
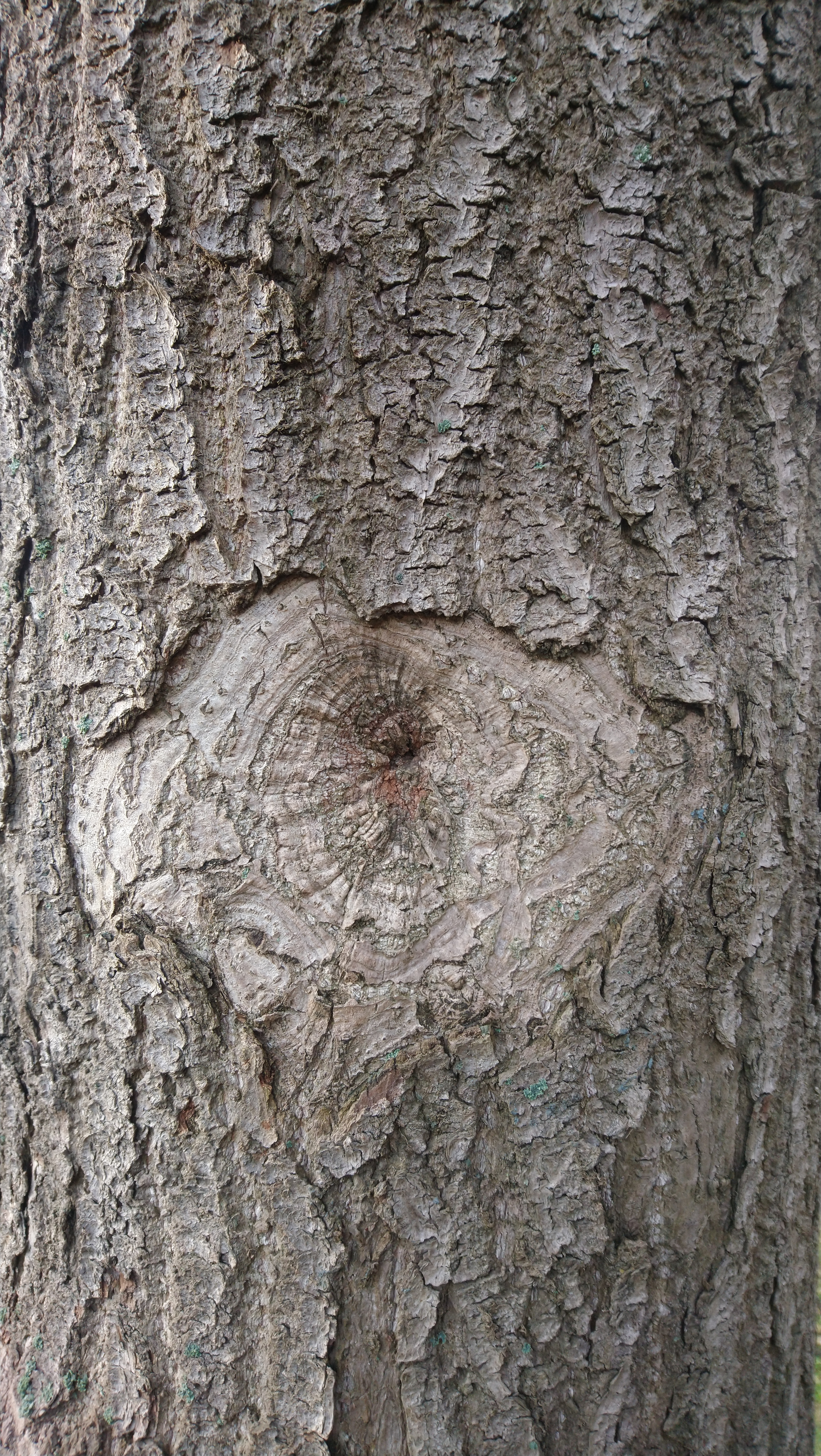
Кора стовбура
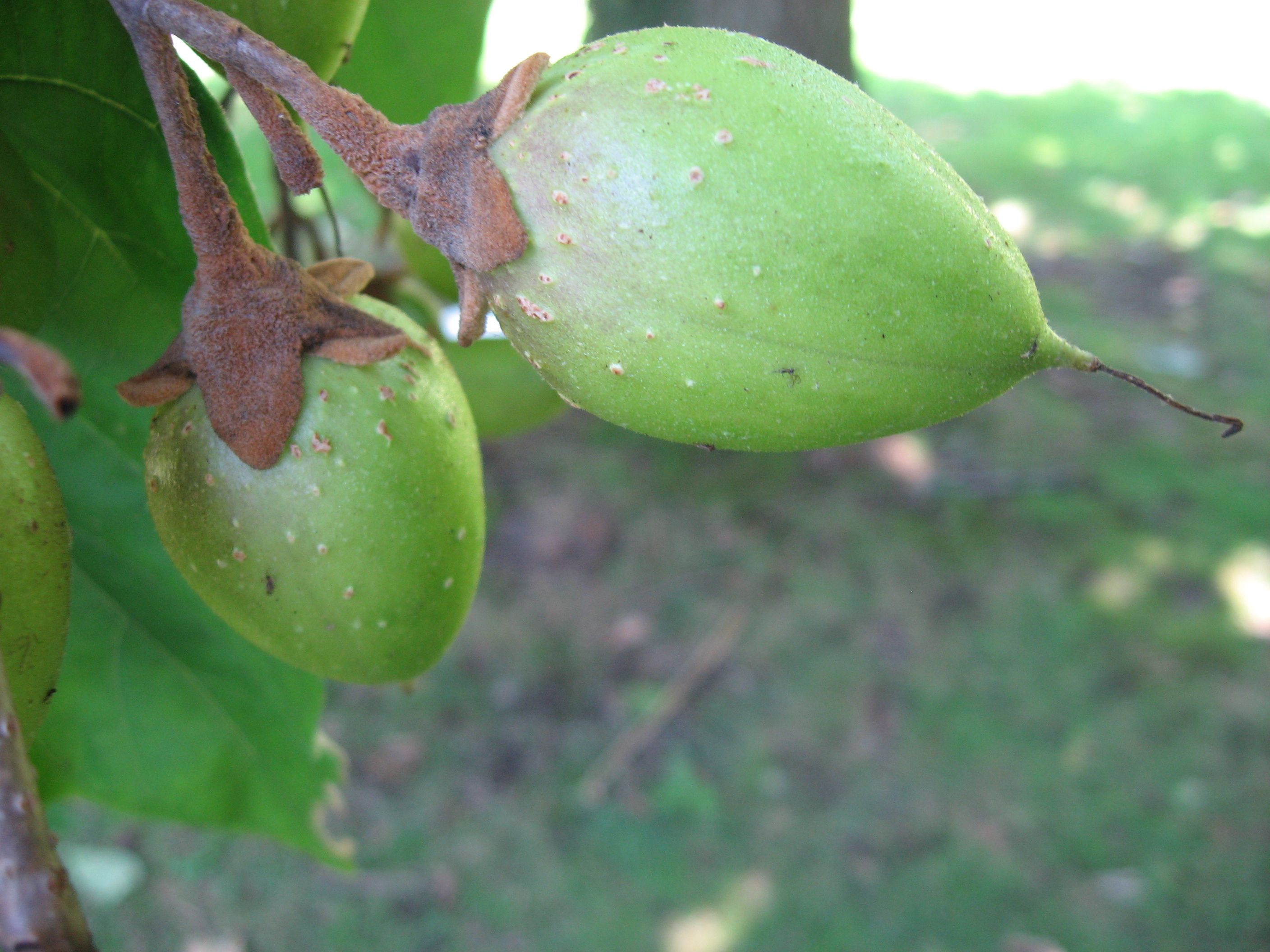
Плоди
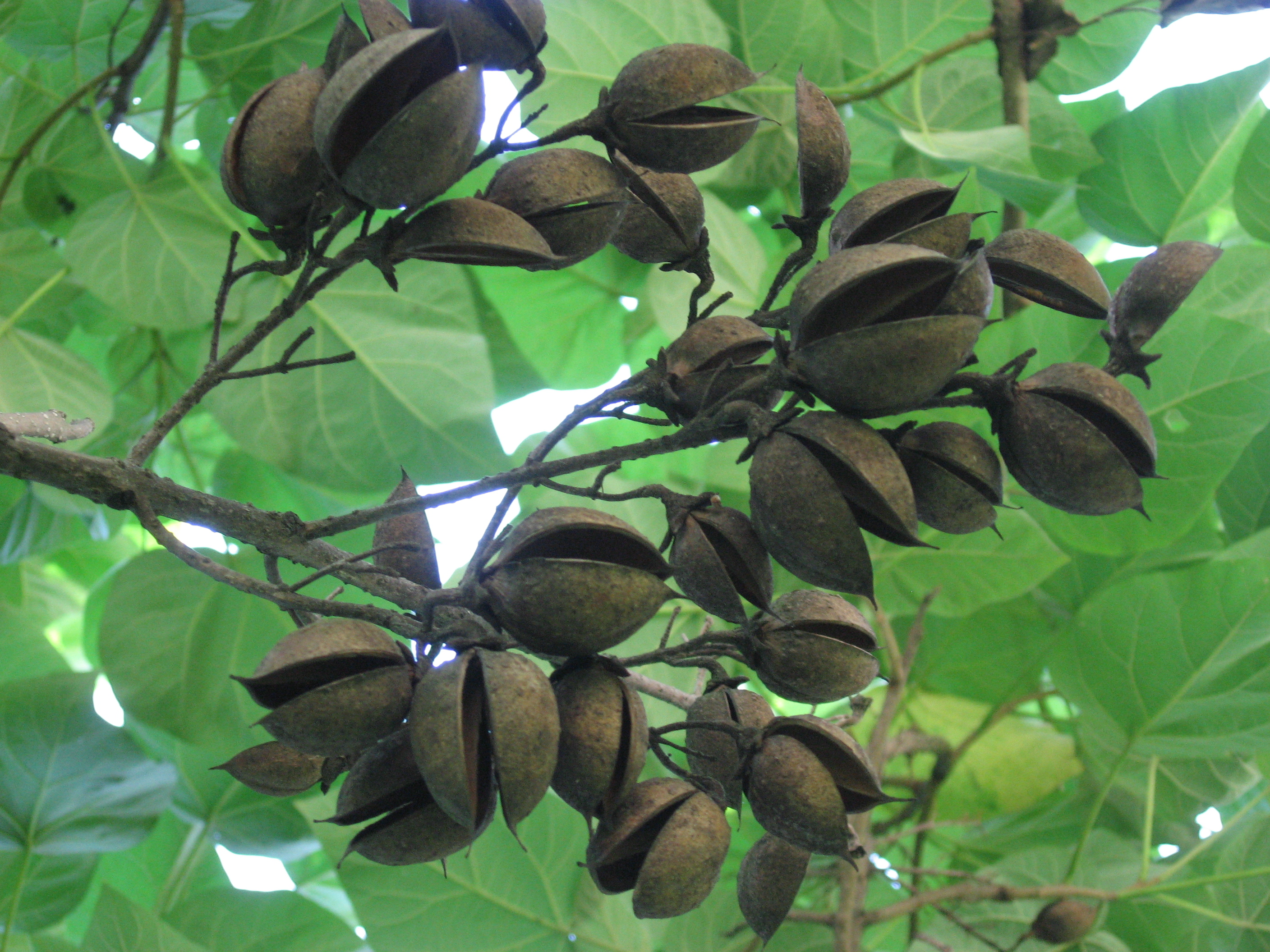
Пусті плоди
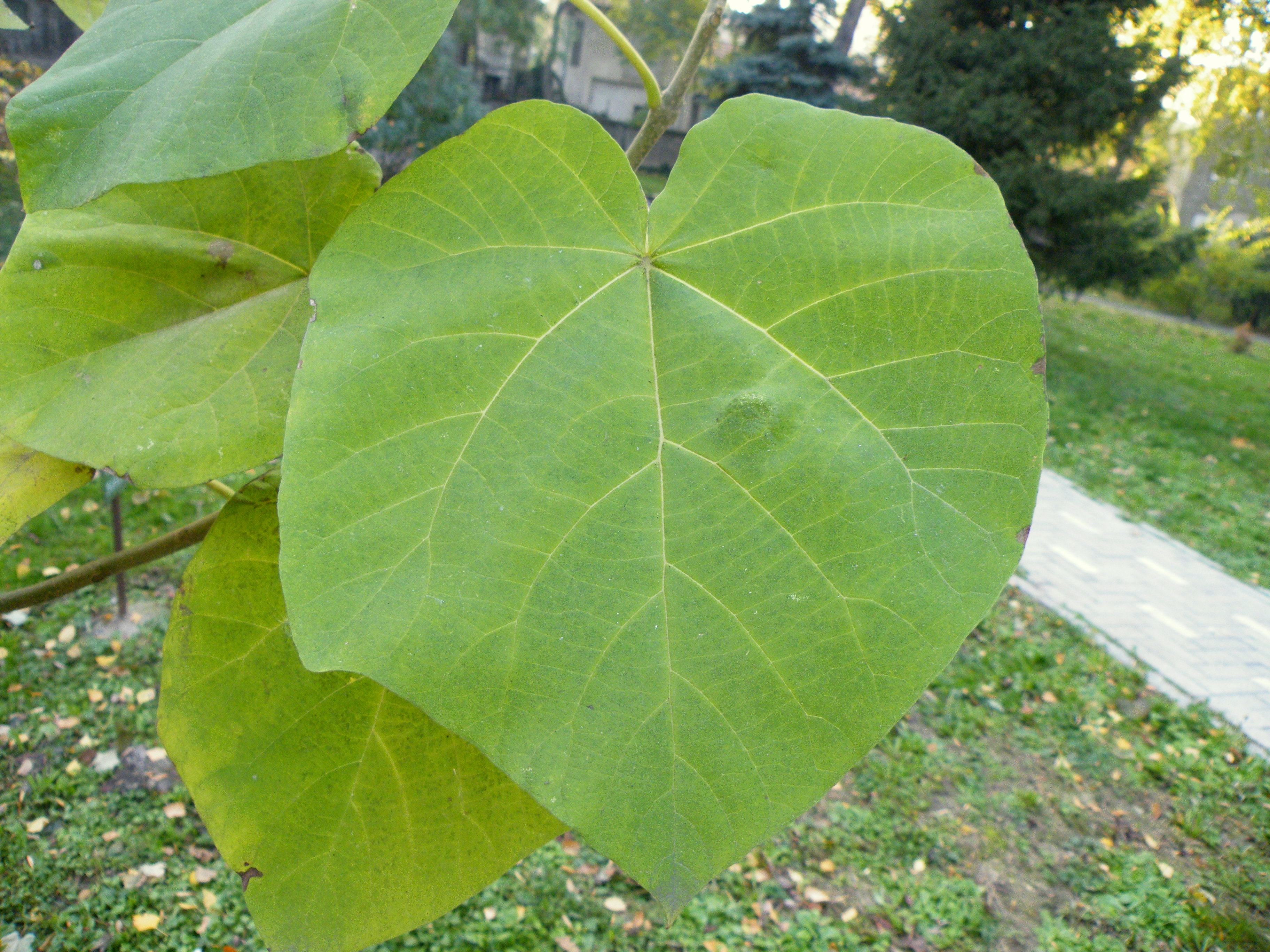
Лист
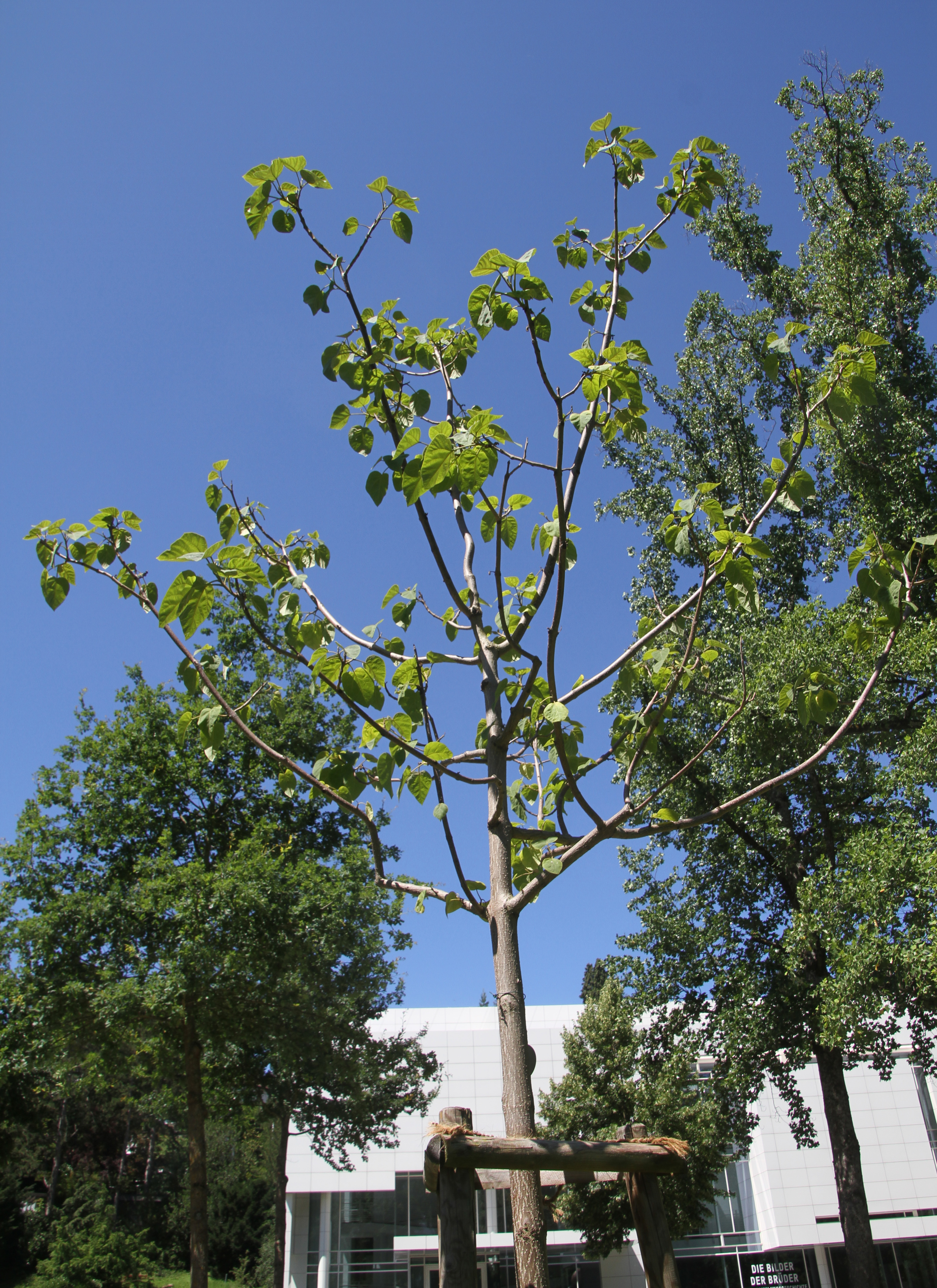
Молоде дерево
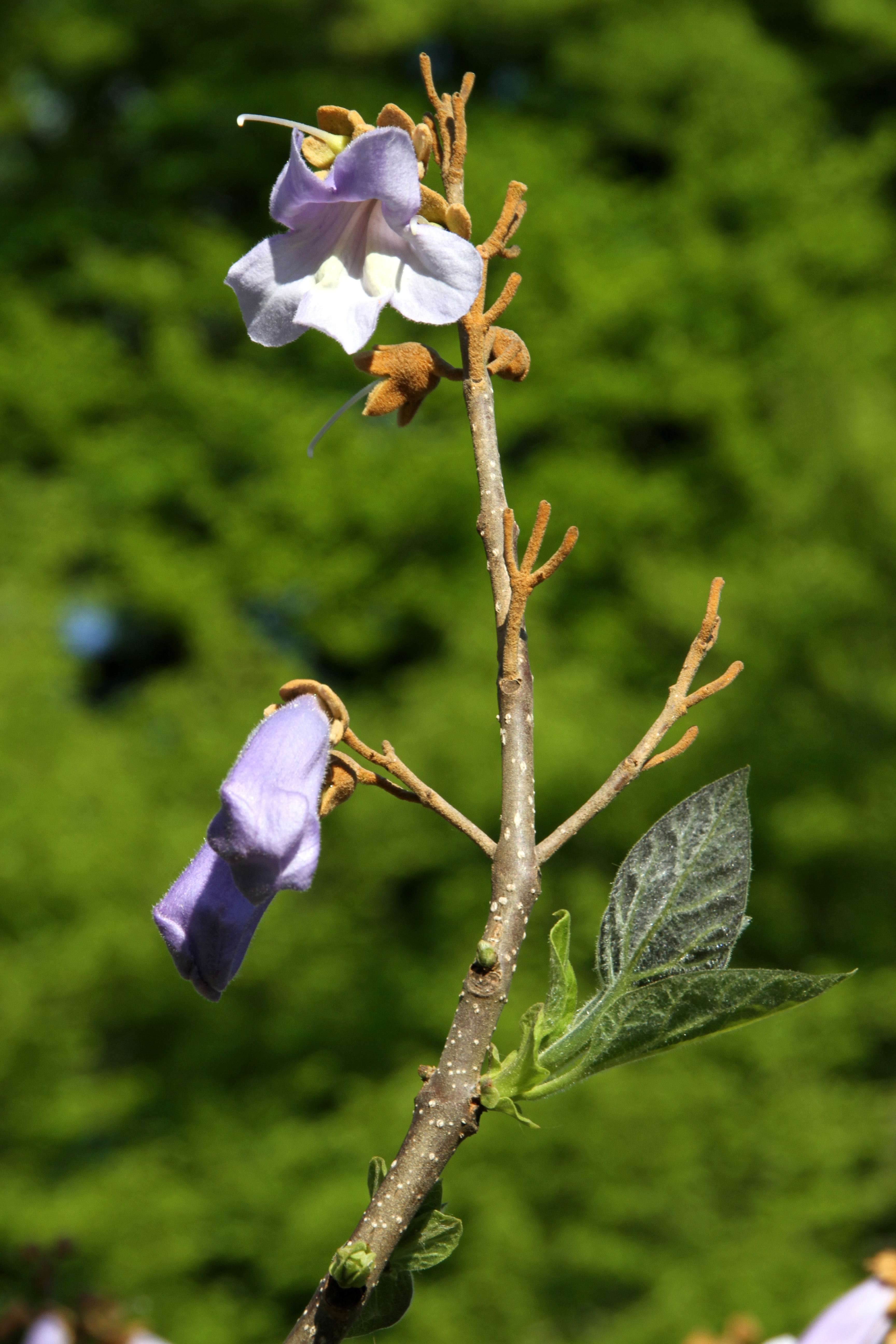
Квіти